# Lista de atletas brasileiros nos Jogos Olímpicos de Verão de 1932
A lista a seguir discrimina os atletas brasileiros que participaram da Los Angeles 1932, independentemente de terem logrado êxito na busca por medalhas.
Nos Jogos Olímpicos de Verão de 1932, os Jogos de número X, realizados em Los Angeles, nos Estados Unidos, o Brasil participou de sua terceira Olimpíada com 59 atletas, sendo 1 mulher em 5 esportes: atletismo, remo, tiro esportivo, natação e polo aquático, sem conquistar medalhas.
O país retornou aos Jogos Olímpicos após deixar de competir na Amsterdã 1928, na Holanda, devido dificuldades financeiras enfrentadas pelo COB.
Subsedes:
Nessa edição duas subsedes abrigaram determinados eventos: Long Beach (remo) e Pasadena (ciclismo de pista e futebol, que também teve eventos na sede).
Como curiosidade, na Amsterdã 1928 houve subsedes em Zuiderzee (parte dos eventos da vela); Hilversum (três modalidades do hipismo e algumas provas do pentatlo moderno); Amersfoort (parte das provas do pentatlo moderno) e Sloten (remo).
Como a Grande Depressão havia assolado o país, para voltar a disputar os Jogos depois de 8 anos, a ideia foi vender sacas de café no trajeto da viagem, para custear as despesas. No itinerário, houve um conflito diplomático internacional. O navio Itaquicê, que era um navio cargueiro e levava a delegação de maneira improvisada, foi maquiado como navio de guerra, com alguns canhões cenográficos depositados no convés. Como navio de guerra, estaria isento de pagar o pedágio para cruzar o Canal do Panamá. Mas a artimanha foi descoberta pelos fiscais panamenhos e o incidente só não ficou pior devido intervenção do Ministério das Relações Exteriores, que contornou a situação, não se sabe bem como, mas a embarcação acabou liberada e seguiu viagem. Mesmo assim, outro conflito se deu na chegada a Los Angeles. Dos 82 dirigentes, esportistas e técnicos que viajaram a bordo, apenas 67 puderam desembarcar, sendo 59 atletas (58 homens e 1 mulher), já que era necessário pagar uma taxa por pessoa na chegada e com o valor arrecadado no trajeto só foi possível priorizar os que tinham maior chance de êxito nas competições.
Foi a estreia das brasileiras em Olimpíadas, representadas pela nadadora Maria Lenk, de apenas 17 anos, que também foi a 1ª mulher sul-americana a participar dos Jogos. Ela custeou sua participação, comprando algumas sacas de café e servindo os passageiros do Itaquicê durante a viagem. Em Los Angeles, Lenk disputou 3 provas: "100 metros livre", "100 metros costas" e "200 metros costas", avançando para duas semifinais, mas não conseguiu disputar nenhuma final. Sua melhor colocação foi um 11.° lugar, mas foi um marco para o esporte feminino do Brasil.
Entre os destaques, o caso mais notável foi o do velocista Adalberto Cardoso, que não custeou seu desembarque em Los Angeles e, junto com os demais integrantes, deveria seguir para San Francisco e tentar vender o resto do café. Dias depois já em San Francisco, ele se desgarrou do restante do grupo, desembarcou clandestinamente faltando 24 horas para a competição. Percorreu os 600 km entre as duas cidades a pé e depois de carona, só chegando ao Los Angeles Memorial Coliseum 10 minutos antes da corrida de "10000 metros rasos". Sem ter dormido por mais de 18 horas, sem ter se alimentado direito e sem tempo para se vestir adequadamente, Cardoso competiu descalço e terminou em último lugar, mas foi aplaudido pelo público e ganhou uma medalha de bronze especial de honra ao mérito em reconhecimento pelo seu esforço. Acabou não tendo condições físicas de disputar as provas de "5000 metros rasos" e da "maratona", mas entrou pro rol das grandes histórias daqueles Jogos.
Além dessa honraria especial, o país não conquistou nenhuma medalha oficial nessa edição, permanecendo a lista de medalhistas múltiplos inalterada (Vide seção "Multimedalhistas").
Outros destaques:
O saltador Lúcio de Castro disputou a final do "salto com vara", chegando à 6.ª colocação; no "salto em distância" o atleta Clóvis Raposo chegou à final, concluindo o torneio em 8.°; a guarnição de remo do "dois com" chegou à final e conquistou o 4.° lugar; o quarteto da natação no "revezamento 4x200 metros livre" disputou a final e chegou na 7.ª posição; Antônio Pereira Lyra foi ao mesmo tempo chefe da delegação, atleta do "arremesso de peso" e porta-bandeira.
Abaixo segue a relação dos esportistas brasileiros participantes da Los Angeles 1932.

## Atletismo
Masculino
Eventos de pista e de estrada
| Atleta | Modalidade          | Eliminatórias | Eliminatórias | Quartas de final | Quartas de final | Semifinal   | Semifinal   | Final       | Final     | Referência(s) |
| Atleta | Modalidade          | Resultado     | colocação     | Resultado        | colocação        | Resultado   | colocação   | Resultado   | colocação | Referência(s) |
| --- | ------------------- | ------------- | ------------- | ---------------- | ---------------- | ----------- | ----------- | ----------- | --------- | ------------- |
| José de Almeida | 100 m               | 11.00         | 2.° Q         | 10.80            | 4.°              | Não avançou | Não avançou | Não avançou | 16.°      | [ 12 ]        |
| José de Almeida | 200 m               | DNS           | =4.°          | Não avançou      | Não avançou      | Não avançou | Não avançou | Não avançou | =26.°     | [ 13 ]        |
| Ricardo Guimarães | 100 m               | 11.40         | 4.°           | Não avançou      | Não avançou      | Não avançou | Não avançou | Não avançou | 27.°      | [ 14 ]        |
| Ricardo Guimarães | 200 m               | DNS           | 5.°           | Não avançou      | Não avançou      | Não avançou | Não avançou | Não avançou | =26.°     | [ 15 ]        |
| Mário Marques | 100 m               | 11.50         | 5.°           | Não avançou      | Não avançou      | Não avançou | Não avançou | Não avançou | 32.°      | [ 16 ]        |
| Arnaldo Ferrara | 200 m               | DNS           | =3.°          | Não avançou      | Não avançou      | Não avançou | Não avançou | Não avançou | =26.°     | [ 17 ]        |
| Domingos Puglisi | 400 m               | 50.80         | 3.° Q         | 50.10            | 5.°              | Não avançou | Não avançou | Não avançou | 13.°      | [ 18 ]        |
| Domingos Puglisi | 800 m               | 1:59.40       | 6.°           | _                | _                | _           | _           | Não avançou | 18.°      | [ 19 ]        |
| Carlos dos Reis Júnior | 400 m               | DNS           | 5.°           | Não avançou      | Não avançou      | Não avançou | Não avançou | Não avançou | =22.°     | [ 20 ]        |
| Carlos dos Reis Júnior | 400 m com barreiras | 55.80         | 4.°           | _                | _                | Não avançou | Não avançou | Não avançou | 16.°      | [ 21 ]        |
| Esmeraldo Azuaga | 400 m               | DNS           | 6.°           | Não avançou      | Não avançou      | Não avançou | Não avançou | Não avançou | =22.°     | [ 22 ]        |
| Nestor Gomes | 800 m               | 2:00.50       | 6.°           | _                | _                | _           | _           | Não avançou | 16.°      | [ 23 ]        |
| Nestor Gomes | 1500 m              | DNF           | 7.°           | _                | _                | _           | _           | Não avançou | 22.°      | [ 24 ]        |
| João Andrade | 800 m               | DNS           | =22.°         | _                | _                | _           | _           | Não avançou | =22.°     | [ 25 ]        |
| João Andrade | 1500 m              | DNS           | =8.°          | _                | _                | _           | _           | Não avançou | =25.°     | [ 26 ]        |
| Armando Bréa | 1500 m              | DNF           | 8.°           | _                | _                | _           | _           | Não avançou | 21.°      | [ 26 ]        |
| Jerônimo Maria | 5000 m              | DNS           | =19.°         | _                | _                | _           | _           | Não avançou | =19.°     | [ 27 ]        |
| Adalberto Cardoso | 5000 m              | DNS           | =19.°         | _                | _                | _           | _           | Não avançou | =19.°     | [ 27 ]        |
| Adalberto Cardoso | 10000 m             | _             | _             | _                | _                | _           | _           | Descon      | 13.°      | [ 28 ]        |
| Adalberto Cardoso | maratona            | _             | _             | _                | _                | _           | _           | DNS         | =21.°     | [ 29 ]        |
| João Clemente da Silva | 5000 m              | DNS           | =19.°         | _                | _                | _           | _           | Não avançou | =19.°     | [ 30 ]        |
| João Clemente da Silva | 10000 m             | _             | _             | _                | _                | _           | _           | DNS         | =14.°     | [ 31 ]        |
| João Clemente da Silva | maratona            | _             | _             | _                | _                | _           | _           | 3:02:06     | 19.°      | [ 32 ]        |
| Aristides da Hora | 10000 m             | _             | _             | _                | _                | _           | _           | DNS         | =14.°     | [ 33 ]        |
| Matheus Marcondes | maratona            | _             | _             | _                | _                | _           | _           | DNF         | =21.°     | [ 34 ]        |
| Sylvio Padilha | 110 m com barreiras | 15.40         | 4.°           | _                | _                | Não avançou | Não avançou | Não avançou | 13.°      | [ 35 ]        |
| Sylvio Padilha | 400 m com barreiras | 55.10         | 4.°           | _                | _                | Não avançou | Não avançou | Não avançou | 14.°      | [ 36 ]        |
| Antônio Giusfredi | 110 m com barreiras | 15.30         | 5.°           | _                | _                | Não avançou | Não avançou | Não avançou | 16.°      | [ 37 ]        |
| Aloisio da Silva Arnaldo Ferrara Esmeraldo Azuaga Raimundo Chrispiniano José de Almeida (reserva) Mário Marques (reserva) Ricardo Guimarães (reserva) Sylvio Padilha (reserva)     | 4x100 m             | DNS           | 6.°           | _                | _                | _           | _           | Não avançou | =9.°      | [ 38 ]        |
| Esmeraldo Azuaga José de Almeida Raimundo Chrispiniano Vicente Araújo Carlos dos Reis Júnior (reserva) Domingos Puglisi (reserva) Mário Marques (reserva) Sylvio Padilha (reserva) | 4x400 m             | DNS           | 5.°           | _                | _                | _           | _           | Não avançou | 10.°      | [ 39 ]        |

Eventos de campo
| Atleta                  | Modalidade           | Resultado | Colocação | Referência(s) |
| ----------------------- | -------------------- | --------- | --------- | ------------- |
| Nelson Lorenzi          | salto em altura      | DNS       | =15.°     | [ 40 ]        |
| Carlos Wöbcken          | salto em altura      | DNS       | =15.°     | [ 40 ]        |
| Lúcio de Castro         | salto em altura      | DNS       | =15.°     | [ 40 ]        |
| Lúcio de Castro         | salto com vara       | 3.900     | 6.°       | [ 41 ]        |
| Carlos Joel Nelli       | salto com vara       | NM        | 8.°       | [ 41 ]        |
| Carlos Wöbcken          | salto com vara       | DNS       | 9.°       | [ 41 ]        |
| Clóvis Raposo           | salto em distância   | 6.43      | 8.°       | [ 42 ]        |
| João da Costa           | salto em distância   | DNS       | =13.°     | [ 42 ]        |
| Carlos Wöbcken          | salto em distância   | DNS       | =13.°     | [ 42 ]        |
| Antonio Pereira Lyra    | arremesso de peso    | NM        | 15.°      | [ 43 ]        |
| Carmine Giorgi          | arremesso de peso    | DNS       | =16.°     | [ 43 ]        |
| Bento de Camargo Barros | lançamento de disco  | DNS       | =19.°     | [ 44 ]        |
| Carmine Giorgi          | lançamento de disco  | DNS       | =19.°     | [ 44 ]        |
| Antônio Giusfredi       | lançamento de disco  | DNS       | =19.°     | [ 44 ]        |
| Carmine Giorgi          | arremesso de martelo | 36.45     | 13.°      | [ 45 ]        |
| Heitor Medina           | lançamento de dardo  | 58.00     | 11.°      | [ 46 ]        |
| Domingos Trevisan       | lançamento de dardo  | DNS       | =14.°     | [ 46 ]        |
| Esmeraldo Azuaga        | lançamento de dardo  | DNS       | =14.°     | [ 46 ]        |

Eventos combinados
| Atleta         | Modalidade | 100 m rasos         | salto em distância  | arremesso de peso   | salto em altura     | 400 m rasos         | 110 m com barreiras | lançamento de disco | salto com vara      | lançamento de dardo | 1500 m rasos        | Final                      | Referência(s) |
| Atleta         | Modalidade | Resultado Colocação | Resultado Colocação | Resultado Colocação | Resultado Colocação | Resultado Colocação | Resultado Colocação | Resultado Colocação | Resultado Colocação | Resultado Colocação | Resultado Colocação | Pontos Resultado Colocação | Referência(s) |
| -------------- | ---------- | ------------------- | ------------------- | ------------------- | ------------------- | ------------------- | ------------------- | ------------------- | ------------------- | ------------------- | ------------------- | -------------------------- | ------------- |
| Carlos Wöbcken | decatlo    | DNF 15.°            | DNS =15.°           | DNS =14.°           | DNS =14.°           | DNS =14.°           | DNS =14.°           | DNS =14.°           | DNS =14.°           | DNS =12.°           | DNS =12.°           | NM 15.°                    | [ 47 ]        |

## Remo
Masculino
| Atleta | Modalidade    | Classificatórias | Classificatórias | Repescagem  | Repescagem  | Final       | Final     | Referência(s) |
| Atleta | Modalidade    | Resultado        | Colocação        | Resultado   | Colocação   | Resultado   | Colocação | Referência(s) |
| --- | ------------- | ---------------- | ---------------- | ----------- | ----------- | ----------- | --------- | ------------- |
| Adamor Gonçalves Henrique Tomassini | esquife duplo | 7:38.80          | 3.°              | 7:57.80     | 3.°         | Não avançou | 5.°       | [ 48 ]        |
| Estevan Strata Francisco Carlos de Bricio (timoneiro) José Ramalho Américo Fernandes (timoneiro reserva) José de Campos (reserva) | dois com      | _                | _                | _           | _           | 8:53.20     | 4.°       | [ 49 ]        |
| Américo Fernandes (timoneiro) Durval Lima João Francisco de Castro Olivério Popovitch Osório Pereira Claudionor Provenzano (reserva) Francisco Carlos de Bricio (timoneiro reserva) | quatro com    | 7:29.40          | 4.°              | Não avançou | Não avançou | Não avançou | 7.°       | [ 50 ]        |
| Amaro da Cunha (timoneiro) Antônio Rebello Júnior Claudionor Provenzano Fernando de Abreu Joaquim Faria José de Campos José Rodrigues Mò Osório Pereira Vasco de Carvalho Durval Lima (reserva) Francisco Carlos de Bricio (timoneiro reserva) José Ramalho (reserva) Olivério Popovitch (reserva) | oito com      | 6:52.20          | 4.°              | Não avançou | Não avançou | Não avançou | 8.°       | [ 51 ]        |

## Tiro Esportivo
Masculino
| Atleta              | Modalidade            | Resultado | Colocação | Referência(s) |
| ------------------- | --------------------- | --------- | --------- | ------------- |
| Eugenio do Amaral   | pistola rápida 25 m   | 17.00     | =13.°     | [ 52 ]        |
| Bráz Magaldi        | pistola rápida 25 m   | 15.00     | =17.°     | [ 52 ]        |
| Antônio da Silveira | pistola rápida 25 m   | 15.00     | =17.°     | [ 52 ]        |
| Manoel Braga        | carabina deitado 50 m | 284.00    | 19.°      | [ 53 ]        |
| Antônio Guimarães   | carabina deitado 50 m | 282.00    | =20.°     | [ 53 ]        |
| José Castro         | carabina deitado 50 m | 277.00    | 24.°      | [ 53 ]        |

## Natação
Masculino
| Atleta                                                               | Modalidade    | Eliminatórias | Eliminatórias | Semifinal   | Semifinal   | Final       | Final     | Referência(s) |
| Atleta                                                               | Modalidade    | Resultado     | Colocação     | Resultado   | Colocação   | Resultado   | Colocação | Referência(s) |
| -------------------------------------------------------------------- | ------------- | ------------- | ------------- | ----------- | ----------- | ----------- | --------- | ------------- |
| Manoel Villar                                                        | 100 m livre   | 1:08.40       | 6.°           | Não avançou | Não avançou | Não avançou | 21.°      | [ 54 ]        |
| João Pereira                                                         | 100 m livre   | 1:08.20       | 6.°           | Não avançou | Não avançou | Não avançou | 22.°      | [ 54 ]        |
| Antônio Luiz dos Santos                                              | 100 m livre   | DNS           | 6.°           | Não avançou | Não avançou | Não avançou | 24.°      | [ 54 ]        |
| Mario de Lorenzo                                                     | 400 m livre   | DNS           | 4.°           | Não avançou | Não avançou | Não avançou | 22.°      | [ 55 ]        |
| Oscar da Silva Callares                                              | 400 m livre   | DNS           | 6.°           | Não avançou | Não avançou | Não avançou | 23.°      | [ 55 ]        |
| Fernando de Macedo                                                   | 400 m livre   | DNS           | 5.°           | Não avançou | Não avançou | Não avançou | 24.°      | [ 55 ]        |
| Jorge de Paula                                                       | 100 m costas  | 1:29.20       | 3.°           | Não avançou | Não avançou | Não avançou | 11.°      | [ 56 ]        |
| Benevenuto Nunes                                                     | 100 m costas  | 1:21.00       | 5.°           | Não avançou | Não avançou | Não avançou | 15.°      | [ 56 ]        |
| Nilo Marques Medeiros                                                | 100 m costas  | DNS           | 4.°           | Não avançou | Não avançou | Não avançou | 18.°      | [ 56 ]        |
| Harry Forssell                                                       | 200 m costas  | 3:14.60       | 6.°           | Não avançou | Não avançou | Não avançou | 18.°      | [ 57 ]        |
| Benevenuto Nunes Isaac Moraes Manoel Lourenço da Silva Manoel Villar | 4×200 m livre | _             | _             | _           | _           | 10:36.50    | 7.°       | [ 58 ]        |

Feminino
| Atleta     | Modalidade   | Eliminatórias | Eliminatórias | Semifinal   | Semifinal   | Final       | Final     | Referência(s) |
| Atleta     | Modalidade   | Resultado     | Colocação     | Resultado   | Colocação   | Resultado   | Colocação | Referência(s) |
| ---------- | ------------ | ------------- | ------------- | ----------- | ----------- | ----------- | --------- | ------------- |
| Maria Lenk | 100 m livre  | 1:25.80       | 5.°           | Não avançou | Não avançou | Não avançou | 20.°      | [ 59 ]        |
| Maria Lenk | 100 m costas | DQ            | 4.°           | Não avançou | Não avançou | Não avançou | 12.°      | [ 60 ]        |
| Maria Lenk | 200 m costas | 3:26.60       | 4.°           | Não avançou | Não avançou | Não avançou | 11.°      | [ 61 ]        |

## Polo aquático
Masculino
Pontos corridos
| D | Estados Unidos | 6–1 | Brasil |  |

| D | Alemanha | 7–3 | Brasil |  |

Colocação final: 5.° DQ (*)
| Equipe         | Jogos | Vitórias | Empates | Derrotas | Gols pró | Gols contra | Saldo de gols | Pontos |
| -------------- | ----- | -------- | ------- | -------- | -------- | ----------- | ------------- | ------ |
| Hungria        | 3     | 3        | 0       | 0        | 31       | 2           | +29           | 6      |
| Alemanha       | 4     | 2        | 1       | 1        | 23       | 13          | +10           | 5      |
| Estados Unidos | 4     | 2        | 1       | 1        | 20       | 12          | +8            | 5      |
| Japão          | 3     | 0        | 0       | 3        | 0        | 38          | -38           | 0      |
| Brasil         | 2     | 0        | 0       | 2        | 4        | 13          | -9            | 0      |

Não avançou. (*) A Seleção foi desclassificada por agredir os árbitros após a derrota para a Alemanha.

Colocação final: 5.°

Equipe:
Abrahão Saliture
Adhemar Ferreira Serpa
Alfredo Di Blasio
Antonio Jacobina Filho
Carlos Castello Branco
Jefferson Maurity de Souza
Jorge Pessoa
Luis Henrique da Silva
Mário de Lorenzo
Pedro Theberge
Salvador Amendola

Referência(s):  

## Multimedalhistas
Nesta seção listam-se os atletas brasileiros detentores de pelo menos 2 pódios Olímpicos, desde as edições pregressas, até essa edição. A ordem de classificação se segue pelos seguintes critérios:
1. Maior número de medalhas de ouro;
2. Maior número de medalhas de prata;
3. Maior número de medalhas de bronze;
4. Conquista mais antiga;
5. Esporte ou modalidade mais antiga no programa Olímpico;
6. Ordem alfabética.

| Posição | Atleta             | Esporte        | Ouro | Prata | Bronze | Jogos          | Medalha de ouro | Medalha de prata | Medalha de bronze | Total de medalhas |
| ------- | ------------------ | -------------- | ---- | ----- | ------ | -------------- | --------------- | ---------------- | ----------------- | ----------------- |
| 1.°     | Guilherme Paraense | Tiro esportivo | 1    | 0     | 1      | Antuérpia 1920 | 1               | 0                | 1                 | 2                 |
| 2.°     | Afrânio da Costa   | Tiro esportivo | 0    | 1     | 1      | Antuérpia 1920 | 0               | 1                | 1                 | 2                 |

## Medalhas
Medalha especial
| Medalha                    | Atleta            | Esporte   | Modalidade    | Data       |
| -------------------------- | ----------------- | --------- | ------------- | ---------- |
| Medalha de Honra ao Mérito | Adalberto Cardoso | Atletismo | 10000 m rasos | 31/07/1932 |